# Amarsipus carlsbergi
Amarsipus carlsbergi hay cá kính không túi (tiếng Anh: bagless glassfish) hoặc amarsipa là một loài cá biển, duy nhất trong chi Amarsipus và họ Amarsipidae.
Trong tiếng Nhật họ này được gọi là ibodai ka (イボダイ科).

## Từ nguyên
Amarsipus bắt nguồn từ tiếng Hy Lạp cổ, với tiền tố α- (a-) nghĩa là không và μάρσιπος (mársipos) nghĩa là túi, bọng. Ở đây có lẽ để nói việc loài cá này không có túi họng.

## Phân bố
A. carlsbergi được tìm thấy trong các vùng biển ven bờ nhiệt đới tại Ấn Độ Dương và tây Thái Bình Dương, trong khoảng từ 14 độ vĩ bắc tới 20 độ vĩ nam và 49 độ kinh đông tới 142 độ kinh tây. Nó sống ở độ sâu 30–130 mét (98–427 ft).

## Đặc điểm
Thân trong mờ, không màu. Gốc vây giữa gần như trong suốt. Vây bụng ở cổ. Không túi hầu. Vây lưng với phần trước có 10-12 tia gai ngắn và 22-27 tia mềm dài hơn ở phần sau. Vây hậu môn 0-1 gai; tia mềm 27-32. Tia vây ngực 17-19. Đốt sống 45-47. Chỉ được biết đến từ cá bột và cá non, mẫu vật lớn nhất có chiều dài tiêu chuẩn (SL) 21,2 cm.

## Họ hàng
Phân tích phát sinh chủng loài phân tử đặt loài này trong bộ Scombriformes; tuy nhiên mối quan hệ họ hàng với các dòng dõi Pelagiaria khác chưa được dung giải và vì thế đến nay người ta vẫn chưa rõ họ hàng gần nhất của Amarsipidae (có quan hệ họ hàng gần nhất với Tetragonuridae hoặc Scombridae trong các phân tích khác nhau).